# Bruiu
Bruiu is een Roemeense gemeente in het district Sibiu.
Bruiu telt 736 inwoners.